# Justus Carrière (Schauspieler)

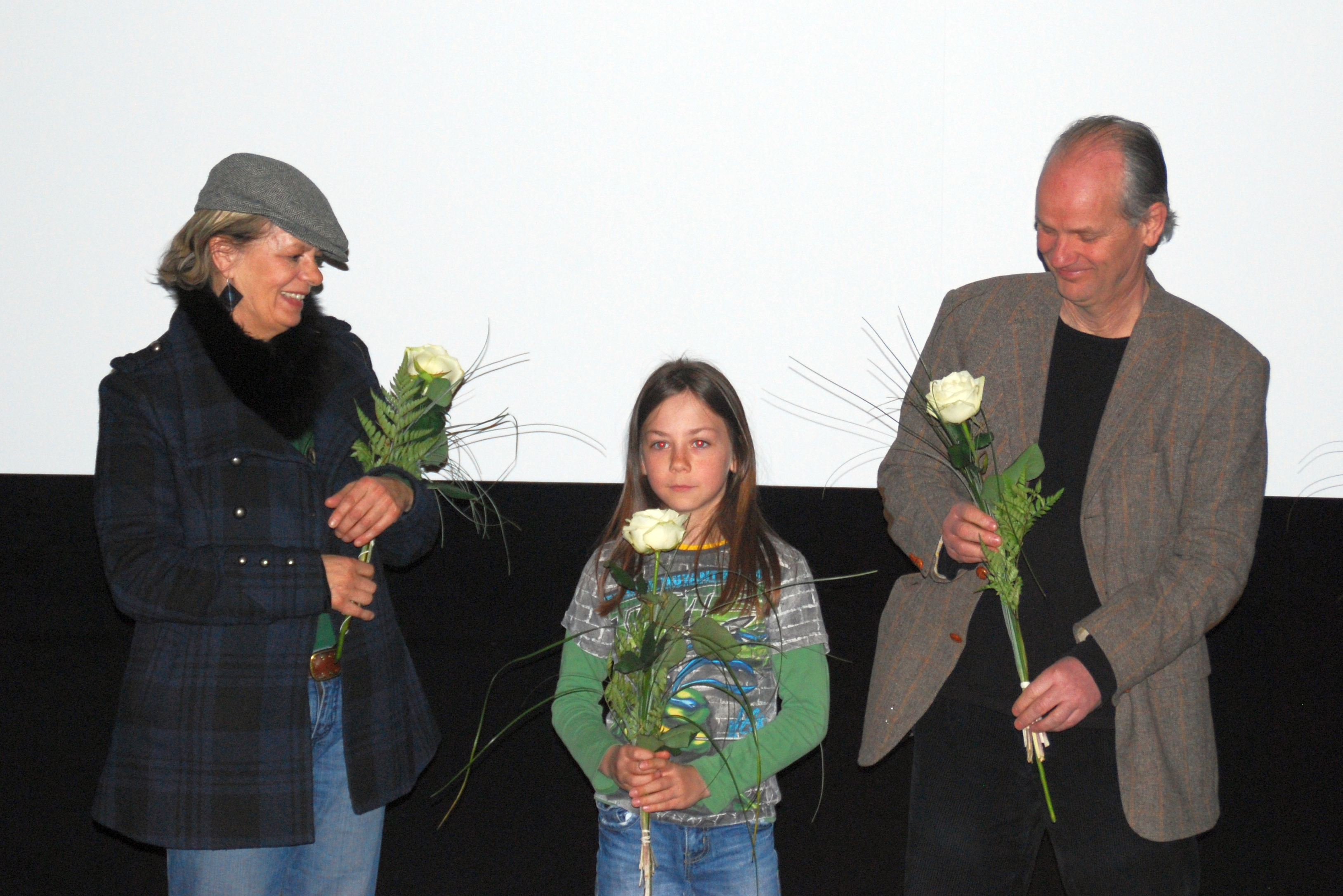
Christine Heinze, Tristan Göbel und Justus Carrière bei der Premiere des Films „Vergessen“ an der HFF Potsdam (2011)

Justus Carrière (* 16. Mai 1956 in Schwerin, DDR) ist ein deutscher Schauspieler sowie Theaterregisseur und Schauspiellehrer.

## Leben und Karriere
Justus Carrière stammt aus einer künstlerischen Familie, Mathieu Carrière ist sein Cousin, Mareike Carrière war seine Cousine. Seine erste Filmrolle spielte er 1979 als Böckel in Lothar Warnekes Kinofilm Addio, piccola mia; vorher war er bereits als Synchronsprecher tätig. Im Jahr darauf begann er ein Studium an der Hochschule für Schauspielkunst „Ernst Busch“ Berlin, das er 1982 abschloss. Seitdem trat er regelmäßig am Theater und in Fernsehrollen auf, seit 1989 auch immer wieder in Kinorollen.
Theater spielte Carrière unter anderem am Gerhart-Hauptmann-Theater in Zittau, am Kleist-Theater Frankfurt (Oder), an der Volksbühne Berlin, am Schlosstheater Celle, auf der Landesbühne Hannover sowie am Thalia-Theater in Hamburg. 2000 gehörte er zum Ensemble von Peter Steins Faust-Projekt. Im Kino hatte er seine bekanntesten Rollen in Heiner Carows Die Verfehlung, im Episodenfilm Deutschland 09 – 13 kurze Filme zur Lage der Nation und in Christian Klandts Weltstadt. Im Fernsehen spielte Carrière 1986 eine der Hauptrollen in der Serie Einzug ins Paradies des Fernsehens der DDR. Im Fernsehfilm Big Band Time aus der Reihe Polizeiruf 110 hatte er 1991 eine Nebenrolle inne. Zwischen 1994 und 1998 spielte er zudem in der Fernsehserie Im Namen des Gesetzes mit. Hinzu kommen Gastrollen im Tatort und Serien wie SOKO Wismar oder Alisa – Folge deinem Herzen. Bislang verkörperte Carrière mehr als 50 Rollen.
1992 inszenierte Carrière Johann Gottlieb Naumanns Cora, 2007 führte er für das Potsdamer Theater Poetenpack Regie bei Shakespeares Hamlet, 2010 bei Amphitryon von Heinrich von Kleist. Ebenfalls 2010 inszenierte er Nächtliche Stimmen an der Neuen Bühne Senftenberg. Daneben kümmert Carrière sich auch immer wieder um den Nachwuchs. Als Schauspiellehrer war er an mehreren Berliner Schauspielschulen, insbesondere dem Michael Tschechow Studio, aktiv. Unter anderem betreute er Marie Rönnebeck. Auch wirkt er immer wieder in Hochschulproduktionen mit. Carrière hat einen Sohn und eine Tochter.

## Filmografie (Auswahl)
- 1980: Blaue Pferde auf rotem Gras (Theateraufzeichnung)
- 1986: Das Haus am Fluß
- 1990: Pause für Wanzka (Fernsehfilm)
- 1990: Rückkehr aus der Wüste
- 1991: Polizeiruf 110: Big Band Time
- 2009: Tatort: Rabenherz
- 2012: Unter den Linden
- 2012: Der Fall Jakob von Metzler
- 2012: Bella Block: Unter den Linden
- 2016: Kommissarin Heller: Nachtgang
- 2016: Die Spezialisten: Romeo
- 2016: Zeit für Legenden (Race)
- 2017: Ein Kind wird gesucht
- 2017: Babylon Berlin (Serie)
- 2018: In aller Freundschaft – Die jungen Ärzte (Fernsehserie, Folge Unter Druck)
- 2019: Preis der Freiheit (Fernseh-Dreiteiler)
- 2020: Die Getriebenen

## Theater (Auswahl)
- 1980: Michail Filippowitsch Schatrow: Blaue Pferde auf rotem Gras – Regie: Christoph Schroth (Berliner Ensemble)
- 1991: Georg Büchner: Woyzeck (Andres) – Regie: Andreas Kriegenburg (Volksbühne Berlin)
- 2016: Éric Assous: Unsere Frauen – Regie: Jean-Claude Berutti (Bad Hersfelder Festspiele – Schloss Eichhof)[2]

## Hörspiele und Features
- 2009: Lorenz Schröter: Armut ist Diebstahl – Regie: Nikolai von Koslowski (Feature – WDR)